# Leichtathletik-Halleneuropameisterschaften 2019/Teilnehmer (Schweden)
| Gelbes Symbol für Goldmedaillen mit stilisierten Olympischen Ringen | Graues Symbol für Silbermedaillen mit stilisierten Olympischen Ringen | Braundes Symbol für Bronzemedaillen mit stilisierten Olympischen Ringen |
| ------------------------------------------------------------------- | --------------------------------------------------------------------- | ----------------------------------------------------------------------- |
| —                                                                   | 1                                                                     | 1                                                                       |

Aus Schweden starteten 16 Athletinnen und 14 Athleten bei den Leichtathletik-Halleneuropameisterschaften 2019 in Glasgow, die zwei Medaillen (1 × Silber und 1 × Bronze) errangen.
Zunächst waren 28 Sportlerinnen und Sportler im Aufgebot, das später noch um den Sprinter Odain Rose und Kugelstoßerin Frida Åkerström erweitert wurde.
Nicht zur Verfügung standen, weil verletzt, die Weitspringerin Khaddi Sagnia und der erkrankte Mittelstreckler Kalle Berglund, der Anfang Februar noch einen schwedischen Hallenrekord über die 1500 Meter aufgestellt hatte, sowie Stabhochspringer Armand Duplantis, der die Hallensaison aussetzte.

## Ergebnisse

### Frauen

#### Laufdisziplinen
| Athletin          | Disziplin   | Vorlauf        | Vorlauf | Halbfinale         | Halbfinale         | Finale             | Finale             |
| Athletin          | Disziplin   | Zeit           | Platz   | Zeit               | Platz              | Zeit               | Platz              |
| ----------------- | ----------- | -------------- | ------- | ------------------ | ------------------ | ------------------ | ------------------ |
| Irene Ekelund     | 60 m        | 7,38 s         | 20      | 7,41 s             | 20                 | nicht qualifiziert | nicht qualifiziert |
| Elin Östlund      | 60 m        | 7,44 s         | 31      | nicht qualifiziert | nicht qualifiziert | nicht qualifiziert | nicht qualifiziert |
| Matilda Hellqvist | 400 m       | 53,93 s PB     | 33      | nicht qualifiziert | nicht qualifiziert | nicht qualifiziert | nicht qualifiziert |
| Lovisa Lindh      | 800 m       | 2:03,68 min    | 6       | 2:04,54 min        | 12                 | nicht qualifiziert | nicht qualifiziert |
| Hanna Hermansson  | 1500 m      | 4:19,88 min    | 18      | –––                | –––                | nicht qualifiziert | nicht qualifiziert |
| Yolanda Ngarambe  | 1500 m      | 4:12,16 min    | 10      | –––                | –––                | nicht qualifiziert | nicht qualifiziert |
| Anna Silvander    | 1500 m      | 4:11,01 min PB | 9       | –––                | –––                | nicht qualifiziert | nicht qualifiziert |
| Lisa Havell       | 3000 m      | –––            | –––     | –––                | –––                | 9:22,72 min        | 16                 |
| Yolanda Ngarambe  | 3000 m      | –––            | –––     | –––                | –––                | 9:17,53 min        | 14                 |
| Tilde Johansson   | 60 m Hürden | 8,31 s         | 21      | nicht qualifiziert | nicht qualifiziert | nicht qualifiziert | nicht qualifiziert |

#### Sprung/Wurf
| Athletin           | Disziplin      | Qualifikation | Qualifikation | Finale             | Finale             |
| Athletin           | Disziplin      | Höhe/Weite    | Platz         | Höhe/Weite         | Platz              |
| ------------------ | -------------- | ------------- | ------------- | ------------------ | ------------------ |
| Erika Kinsey       | Hochsprung     | 1,93 m =PB    | 3             | 1,91 m             | 7                  |
| Bianca Salming     | Hochsprung     | 1,85 m        | 20            | nicht qualifiziert | nicht qualifiziert |
| Sofie Skoog        | Hochsprung     | 1,89 m        | 14            | nicht qualifiziert | nicht qualifiziert |
| Angelica Bengtsson | Stabhochsprung | 4,40 m        | 14            | nicht qualifiziert | nicht qualifiziert |
| Michaela Meijer    | Stabhochsprung | 4,60 m        | 4             | 4,45 m             | 8                  |
| Frida Åkerström    | Kugelstoßen    | 16,52 m       | 16            | nicht qualifiziert | nicht qualifiziert |
| Fanny Roos         | Kugelstoßen    | 17,79 m       | 8             | 18,21 m            | 6                  |

### Männer

#### Laufdisziplinen
| Athlet           | Disziplin   | Vorlauf        | Vorlauf | Halbfinale         | Halbfinale         | Finale             | Finale             |
| Athlet           | Disziplin   | Zeit           | Platz   | Zeit               | Platz              | Zeit               | Platz              |
| ---------------- | ----------- | -------------- | ------- | ------------------ | ------------------ | ------------------ | ------------------ |
| Austin Hamilton  | 60 m        | 6,76 s         | 19      | 6,75 s             | 17                 | nicht qualifiziert | nicht qualifiziert |
| Henrik Larsson   | 60 m        | 6,72 s         | 10      | 6,69 s             | 9                  | nicht qualifiziert | nicht qualifiziert |
| Odain Rose       | 60 m        | 6,88 s         | 33      | nicht qualifiziert | nicht qualifiziert | nicht qualifiziert | nicht qualifiziert |
| Carl Bengtström  | 400 m       | 49,50 s        | 20      | nicht qualifiziert | nicht qualifiziert | nicht qualifiziert | nicht qualifiziert |
| Andreas Kramer   | 800 m       | 1:48,67 min    | 8       | 1:49,06 min        | 3                  | 1:48,06 min        | 7                  |
| Erik Martinsson  | 800 m       | 1:49,39 min    | 20      | nicht qualifiziert | nicht qualifiziert | nicht qualifiziert | nicht qualifiziert |
| Suldan Hassan    | 3000 m      | 8:05,08 min    | 10      | –––                | –––                | nicht qualifiziert | nicht qualifiziert |
| Jonas Leanderson | 3000 m      | 7:51,47 min PB | 6       | –––                | –––                | 7:59,16 min        | 5                  |
| Fredrick Ekholm  | 60 m Hürden | 7,89 s         | 17      | nicht qualifiziert | nicht qualifiziert | nicht qualifiziert | nicht qualifiziert |
| Max Hrelja       | 60 m Hürden | 7,92 s         | 20      | nicht qualifiziert | nicht qualifiziert | nicht qualifiziert | nicht qualifiziert |
| Anton Levin      | 60 m Hürden | 7,84 s         | 14      | 7,93 s             | 15                 | nicht qualifiziert | nicht qualifiziert |

#### Sprung/Wurf
| Athlet                 | Disziplin      | Qualifikation | Qualifikation | Finale     | Finale |
| Athlet                 | Disziplin      | Höhe/Weite    | Platz         | Höhe/Weite | Platz  |
| ---------------------- | -------------- | ------------- | ------------- | ---------- | ------ |
| Melker Svärd Jacobsson | Stabhochsprung | 5,70 m        | 6             | 5,75 m     | Bronze |
| Thobias Montler        | Weitsprung     | 7,95 m        | 3             | 8,17 m PB  | Silber |

#### Siebenkampf
| Athlet             | Disziplin | 60 m   | Weitsprung | Kugelstoßen | Hochsprung | 60 m Hürden | Stabhochsprung | 1000 m      | Punkte  | Platz |
| ------------------ | --------- | ------ | ---------- | ----------- | ---------- | ----------- | -------------- | ----------- | ------- | ----- |
| Fredrik Samuelsson | Ergebnis  | 7,06 s | 7,66 m PB  | 14,69 m PB  | 2,07 m =PB | 8,20 s      | 5,00 m =PB     | 2:45,99 min | 6125 PB | 4     |
| Fredrik Samuelsson | Punkte    | 861    | 975        | 771         | 868        | 932         | 910            | 808         | 6125 PB | 4     |